# Homestead Correctional Institution
Homestead Correctional Institution (Odgojna ustanova Homestead, Kazneno-popravni zavod Homestead), ženska odgojna ustanova na Floridi u blizini Homesteada u granicama grada Florida City, okrug Dade. 377 ulica. Objekt je osnovan 1976. za skrbništvo muških odraslih zatvorenika, a 1999. je pretvoren u ženski objekt. Kapacitet objekta je 668 osoba, a na popisu je danas 740 ženskih osoba optuženih za teške zločine, među kojima neke na doživotne robije.
Žene koje odslužuju svoje kazne u Homesteadu počele su se žaliti nakon dolaska nove upraviteljice Gisele Pichardo koja je tu stigla 2003. iz zatvora Broward. Pichardovu zatvorenice optužuju za sadističke i nehumane postupkre prema njima, žaleći se na užasne tretmane bez valjanog razloga kako bi im život učinila što je moguće gorim, podvrgnute su kažnjavanju za najmanji prekršaj, uskraćivanju medicinske pomoći koja gotovo ne postoji (zbog čega je bilo i smrtnih sluičajeva), oduzimanja prava da se nakon produženoig rada operu prije večere čije je dvadesetminutno vrijeme za taj obrok skratila na 7 do 8 minuta nakon čega ih stražari tjeraju van, što je neke osuđenice toliko istraumatiziralo da se odustale od odlaska na večeru. Neizdrživo stanje natjeralo ih je da zatraže pomoć od floridskog guvernera Jeba Busha, skupljajući potpise za peticiju. Današnji upravnik je Marie Boan.

## Žene osuđene doživotno
Ime - (godina rođenja)
- Dannitta Adams  (1960-) Preseljena u Lowell Annex
- Eryn Allegra  (1977-)
- Sarah Beth Allen  (1978-)
- Estelle Arwood  (1967-)
- Lanadieal Nagean Ashe (1978-) Preseljena u Lowell Annex
- Sharon Louise Bailey  (1961-)
- Marcia Bishop  (1958-)
- Clover Boykin (1975-)
- Candace Lynne Brunner (1963)
- Mattie Caesar (1967)
- Melanie Ann Clarke (1959)
- Chantay Aquilla Cobb (1961) Preseljena u Broward C.I.
- Retha Mae Cochran (1954)
- Mary Lee Collins (1967)
- Carita Corpuz (1964)
- Tabatha Marie Crawford (1978)
- Denise Ann Davidson (1960)
- Susie Mae Davis (1958)
- Marian Dolce (1952)
- Kaysie Beanne Dudley (1963)
- Misti Ehrlich (1976)
- Charlie Ely (1992)
- Christine Falling (1963)
- Gloria Fierro (1956)
- Charmaine Fox (1956)
- Katherine Freeman (1958)
- Deanna Gerringer (1967)
- Michelle Dorinda Giello (1966)
- Deborah Ann Golden (1963)
- Katie Mae Green (1952)
- Paula Lynn Grieve (1975)
- Willie Mae Hampton (1957)
- Jessica Marie Hill (1983)
- Deidre Michelle Hunt (1969)
- Kathy Kay Jeannin (1967)
- Cheryl Lynn Jenkins (1962)
- Vuzhuan Johnson (1971)
- Debra A Jones (1961)
- Berenice Juarez (193)
- Sylvia L Kee (1957)
- Betty Ann Kirk (1958)
- Alice Knestaut (1965)
- Catherine Lafleur (1968)
- Brenda L Lawrence (1960)
- Candy Sue Lovall (1974)
- Virginia E Mccormick (1958)
- Georgia R Miller (1977)
- Cynthia Joanne Monson (1958)
- Denise Newsome (1961)
- Mary Nicholson (1950)
- Rhonda Lakeisha Norman (1972)
- Julita De Parias (1959) Izbrisana s popisa
- Caroline Peoples (1977)
- Veronica S Perdue (1967)
- Eulie Polanco (1971)
- Jacquelyn Postma (1970)
- Susan Ann Price (1960)
- Carletha C Purifoy (1977)
- Marilyn Catherine Roberts (1952)
- Kortini M Robinson (1979)
- Marcia Priscilla Rodrigues (1964)
- Deborah Rolle (1960)
- Maria Caridad Ruiz (1984)
- Milneg Sanchez (1979)
- Sandra Sysyn (1962)
- Ramona Tavia (1971)
- Gloria Taylor (1957)
- Karen Tobie (1965)
- Shirley M Walker (1949)
- Cheryl D White (1971)
- Marica G White (1974)
- Alisha C Williams (1981)
- Cassandra Williams (1971)
- Elizabeth Jewell Williams (1965)
- Norvice M Williams (1963)
- Tyra Latifa Williams (1978)
- Kara Marie Winn (1979) Preseljena u Lowell Annex
- Merle Frances Zeigler (1953)

## Vanjske poveznice
- google slika